# 竹林关镇
竹林关镇，是中华人民共和国陕西省商洛市丹凤县下辖的一个乡镇级行政单位。
2015年，陕西省民政厅批复同意将土门镇东楼村、八龙庙村划归竹林关镇。

## 行政区划
竹林关镇下辖以下地区：
竹林关村、雷家洞村、桃峰村、洲河北村、洞底村、张塬村、王塬村、南丈沟村、茶坊垭村、光明村、南院村、长石砾村、中厂村、月凤村、洼口村、阳河村、大桑园村、孤山坪村、温池村、赵家庵村、东楼村和八龙庙村。